# Daniel Auteuil
Daniel Auteuil (Algiers, 24 januari 1950) is een Frans acteur.

## Leven en werk

### Eerste stappen in de toneel- en filmwereld
Van jongs af aan was Daniel Auteuil vertrouwd met het beroep van acteur. Hij was heel dikwijls mee op tournee met zijn ouders die in opera's en in operettes zongen. Hij was als het ware voorbestemd om in de artistieke voetsporen van zijn ouders te treden. In de vroege jaren zeventig debuteerde hij op de planken en speelde onder meer mee in de musical Godspell en in La Folle de Chaillot (Jean Giraudoux). In die tijd deed hij ook zijn eerste film- en televisiewerk. In 1978 werd hij voor het eerst opgemerkt in het verkrachtingsdrama L'Amour violé (Yannick Bellon).

### Jaren tachtig: stijgende populariteit
Vanaf 1980 werd hij heel populair met succesrijke komische films van regisseurs als Claude Zidi (Les Sous-doués en het vervolg Les Sous-doués en vacances), Gérard Lauzier (T'empêches tout le monde de dormir en P'tit con) en Edouard Molinaro (Pour 100 briques t'as plus rien... en L'Amour en douce). Op de filmset van die laatste film leerde hij Emmanuelle Béart kennen. Zij kregen een relatie die elf jaar zou duren. Ze speelden kort daarna weer samen in Manon des sources.

### Internationale doorbraak metJean de Florette/Manon des sources
Zijn hoofdrol in Jean de Florette / Manon des sources, het dramatische tweeluik gebaseerd op het werk van Marcel Pagnol, maakte hem internationaal bekend. Gesterkt door de publieke en kritische erkenning ging hij meer en meer serieuze rollen vertolken in drama's en dramatische komedies.

### Drukke jaren negentig
Zo wendde hij zijn ingehouden, emotioneel krachtige spel meerdere keren aan voor Quelques jours avec moi (1987) en Un coeur en hiver (1991) van Claude Sautet en voor Lacenaire (1990) en Passage à l'acte (1995) van Francis Girod. Onder regie van André Téchiné draaide hij Ma saison préférée (1992) en Les voleurs (1995) waar hij telkens Catherine Deneuve als tegenspeelster had. In het biografisch getinte weerstandsdrama Lucie Aubrac (Claude Berri, 1997) kroop hij in de huid van Raymond Aubrac, een bekende verzetsman. Patrice Leconte gaf hem drie keer een hoofdrol: in La Fille sur le pont (1999), in La Veuve de Saint-Pierre (2000) en in Mon meilleur ami (2006). Opmerkelijk was ook zijn prestatie als de workaholic die helemaal opbloeit als hij een mentaal gehandicapte ontmoet in de dramatische komedie Le Huitième Jour (Jaco Van Dormael, 1996).
Auteuil bewees zijn veelzijdigheid ook met de historische personages waaraan hij gestalte gaf, zoals Hendrik IV van Frankrijk in het bloederige historische drama La reine Margot (Patrice Chéreau, 1994) en de Markies de Sade in Sade (Benoît Jacquot, 2000). Ook blies hij het fictieve personage van Henri de Lagardère nieuw leven in met Le bossu (Philippe de Broca, 1997), de succesrijke verfilming van de gelijknamige mantel- en degenroman uit 1858 van Paul Féval.

### Nog drukkere jaren 2000
Hij keerde ook regelmatig terug naar de komedie, het genre waarmee zijn filmcarrière een aanvang nam. Vooral Le Placard (2000) en La Doublure (2006), twee komedies van Francis Veber, waren enorme kassuccessen. In Le Placard nam hij onberispelijk de rol van de stuntelige en naïeve François Pignon over van Jacques Villeret (Le Dîner de cons, 1998). In La Doublure moest hijzelf afrekenen met liefdesconcurrent Pignon. Ook als gangster was hij erg geloofwaardig in de politiefilms 36 Quai des Orfèvres (2004) en Le Deuxieme Souffle (Alain Corneau, 2007), de remake van de gelijknamige film (1966) van Jean-Pierre Melville. Door films als de romantische komedie Après vous (Pierre Salvadori, 2003), de thriller Caché (Michael Haneke, 2005) en de tragikomedie Dialogue avec mon jardinier (Jean Becker, 2007) bleef hij grote erkenning krijgen. Hij sloot het decennium af met het aangrijpende romantische drama Je l'aimais (2009) waarin hij zijn door zijn zoon in de steek gelaten schoondochter begripvol opvangt en haar gaandeweg de ware liefde van zijn leven opbiecht.
Auteuil is niet meer weg te denken uit de Franse filmwereld. Hij is een van de bekendste, best betaalde en populairste acteurs in Frankrijk.

### Jaren 2010: filmregisseur
In 2011 maakte hij zijn regiedebuut met de remake van La Fille du puisatier, naar een roman van Marcel Pagnol die de schrijver zelf al in 1940 verfilmd had. Voor 2013-2014 heeft hij zijn zinnen gezet op de verfilming van de Marseille-trilogie van dezelfde auteur. Marius en Fanny, de twee eerste delen, verschenen samen in 2013. In het beklijvende drama Avant l'hiver (Philippe Claudel, 2013) was hij het slachtoffer van stalking.

### Privéleven
Auteuil heeft twee dochters, Aurore Auteuil (1980, actrice), die hij kreeg met zijn eerste vrouw, en Nelly, die hij kreeg in een elf jaar durende relatie met de actrice Emmanuelle Béart. Hij verloofde zich in 2006 op Corsica met Aude Ambroggi, een Corsicaanse beeldhouwster.

## Filmografie

### Acteur
- 1974 - Les Fargeot
- 1975 - L'agression
- 1976 - Attention les yeux!
- 1976 - Les mystères de Loudun
- 1977 - L'enlèvement du régent - Le chevalier d'Harmental
- 1977 - La nuit de Saint-Germain-des-Prés
- 1977 - Monsieur Papa
- 1977 - Rendez-vous en noir
- 1978 - L'Amour violé
- 1979 - Rien ne va plus
- 1979 - Les héros n'ont pas froid aux oreilles
- 1979 - Bête mais discipliné
- 1979 - À nous deux
- 1980 - Les Sous-doués
- 1980 - La Banquière
- 1981 - Les hommes préfèrent les grosses
- 1981 - Clara et les Chics Types
- 1982 - T'empêches tout le monde de dormir
- 1982 - Pour 100 briques t'as plus rien...
- 1982 - Que les gros salaires lèvent le doigt!!!
- 1982 - Les sous-doués en vacances
- 1983 - L'indic
- 1984 - P'tit con
- 1984 - L'arbalète
- 1984 - Les fauves
- 1985 - Palace
- 1985 - L'Amour en douce
- 1986 - Le paltoquet
- 1986 - Jean de Florette
- 1986 - Manon des sources
- 1988 - Quelques jours avec moi
- 1989 - Romuald et Juliette
- 1990 - Lacenaire
- 1991 - Ma vie est un enfer
- 1991 - Un coeur en hiver
- 1992 - Ma saison préférée
- 1994 - La séparation
- 1994 - La reine Margot
- 1995 - Une femme française
- 1995 - Les cent et une nuits de Simon Cinéma
- 1995 - Les voleurs
- 1995 - Passage à l'acte
- 1996 - Le Huitième Jour
- 1996 - Sostiene Pereira (Pereira prétend)
- 1997 - Le Bossu
- 1997 - Lucie Aubrac
- 1999 - The Lost Son
- 1999 - Mauvaise passe
- 1999 - La Fille sur le pont
- 2000 - La Veuve de Saint-Pierre
- 2000 - Sade
- 2001 - Le Placard
- 2001 - Vajont - La diga del disonore
- 2002 - L'Adversaire
- 2002 - Un jour dans la vie du cinéma français
- 2003 - Rencontre avec le dragon
- 2003 - Après vous
- 2003 - Petites coupures
- 2003 - Fleur de peau
- 2003 - Sotto falso nome (Le prix du désir)
- 2004 - 36 quai des Orfèvres
- 2005 - L'un reste, l'autre part
- 2005 - Peindre ou faire l'amour
- 2005 - Caché
- 2006 - N.: Napoleon & Me
- 2006 - Mon meilleur ami
- 2006 - La Doublure
- 2007 - Dialogue avec mon jardinier
- 2007 - Le Deuxieme Souffle
- 2007 - L'Invité
- 2008 - La Personne Aux Deux Personnes
- 2008 - MR 73
- 2008 - 15 Ans et demi
- 2009 - Je l'aimais
- 2010 - Donnant, donnant
- 2011 - La Fille du puisatier
- 2011 - La mer à boire
- 2013 - Jappeloup
- 2013 - Avant l'hiver
- 2013 - Marius
- 2013 - Fanny
- 2015 - Entre amis (Olivier Baroux)
- 2015 - Nos femmes (Richard Berry)
- 2016 - Les Naufragés
- 2016 - Le confessioni (Roberto Andò)
- 2016 - Au nom de ma fille
- 2017 - Le Brio
- 2018 - Amoureux de ma femme
- 2018 - Rémi sans famille
- 2019 - Qui m'aime me suive!
- 2019 - La Belle Époque
- 2023 - Un silence
- 2025 - Vie privée

### Filmregisseur
- 2011 - La Fille du puisatier
- 2013 - Marius
- 2013 - Fanny
- 2018 - Amoureux de ma femme

## Prijzen en nominaties

### Prijzen
- 1987 - Jean de Florette en Manon des sources: César voor beste acteur
- 1987 - Jean de Florette: BAFTA Award voor de beste mannelijke bijrol
- 1993 - Un cœur en hiver: prijs voor de beste acteur op de Europese Filmprijzen
- 1996 - Le Huitième Jour: prijs voor de beste acteur op het Filmfestival van Cannes
- 2000 - La Fille sur le pont: César voor beste acteur
- 2005 - Caché: prijs voor de beste acteur op de Europese Filmprijzen

### Nominaties voorCésar voor beste acteur
- 1989 - Quelques jours avec moi
- 1991 - Lacenaire
- 1993 - Un cœur en hiver
- 1994 - Ma saison préférée
- 1995 - La Séparation
- 1997 - Le Huitième Jour
- 1998 - Le Bossu
- 2003 - L'Adversaire
- 2004 - Après vous
- 2005 - 36 quai des Orfèvres